# او بیئک
او بیئک (دانمارکی: Aage Birch; ۲۳ سپتامبر ۱۹۲۶ – ۱۳ فوریهٔ ۲۰۱۷) قایقران قایق بادبانی اهل دانمارک بود.